# Muelleriella
Muelleriella là một chi rêu trong họ Orthotrichaceae.